# Gli intoccabili (programma televisivo)
Gli intoccabili è stata una trasmissione televisiva italiana che proponeva inchieste giornalistiche, in onda su LA7, con la conduzione di Gianluigi Nuzzi.
La prima puntata del programma, nato da un'idea di Gad Lerner (autore con Nuzzi de L'infedele), viene trasmessa martedì 20 novembre 2011 in seconda serata mentre la seconda mercoledì 7 dicembre.
In seguito agli ottimi ascolti della seconda puntata, viene anticipata al 14 dicembre 2011 la messa in onda in prima serata, inizialmente prevista per gennaio 2012.
In ogni puntata, Nuzzi raccontava una vicenda italiana o internazionale del passato prossimo e del presente immediato attraverso le immagini, i documenti e le voci di supertestimoni, che spesso hanno il volto oscurato per motivi di sicurezza.
La scenografia si ispirava al film Indagine su un cittadino al di sopra di ogni sospetto di Elio Petri.

## Puntate e ascolti
| nº | Titolo                            | Data             | Ascolti (telespettatori e share media) | Ospiti                                             |
| -- | --------------------------------- | ---------------- | -------------------------------------- | -------------------------------------------------- |
| 1  | Tutti i patti col diavolo         | 29 novembre 2011 | 388.000 2.77%                          | Nicola Gratteri                                    |
| 2  | La compravendita dei parlamentari | 7 dicembre 2011  | 1.219.000 8.85%                        | Antonio Di Pietro                                  |
| 3  | I mercanti della politica         | 14 dicembre 2011 | 983.000 4,39%                          | Denis Verdini, Pietro Grasso e Gian Antonio Stella |
| 4  |                                   | 15 febbraio 2012 | 565.000 2,02%                          |                                                    |